# Straordinario (singolo)
Straordinario è un singolo della cantante italiana Chiara, pubblicato l'11 febbraio 2015 come primo estratto dalla riedizione del secondo album in studio Un giorno di sole.

## Descrizione
Scritta da Ermal Meta e da Giovanni Pollex, Straordinario è stata descritta come una «ballad intensa che racconta di un amore giovane, appena nato, pieno di speranze e di promesse» ed è stata presentata per la prima volta da Chiara durante la sua partecipazione al Festival di Sanremo 2015, dove si è classificata 5ª.

## Tracce
Testi e musiche di Ermal Meta e Giovanni Pollex.
1. Straordinario – 3:10

## Video musicale
Il videoclip, diretto da Paolo Marchione, è stato pubblicato da Vevo sul canale YouTube della cantante l'11 febbraio 2015 e vede come protagonisti sia Chiara che gli attori Pilar Fogliati e Fabrizio Traversa sul Litorale laziale.

## Classifiche
| Classifica (2015)         | Posizione massima |
| ------------------------- | ----------------- |
| Italia                    | 7                 |
| Italia (airplay)          | 12                |
| Italia (airplay italiano) | 4                 |